# Paul McCartney und Wings
Paul McCartney und Wings ist das erste in der DDR veröffentlichte Album des britischen Musikers Paul McCartney und der Band Wings. Das Kompilationsalbum erschien im Jahr 1981. Außerhalb der DDR wurde das Album offiziell nicht vertrieben.

## Entstehung

Logo von Amiga, ab 1969

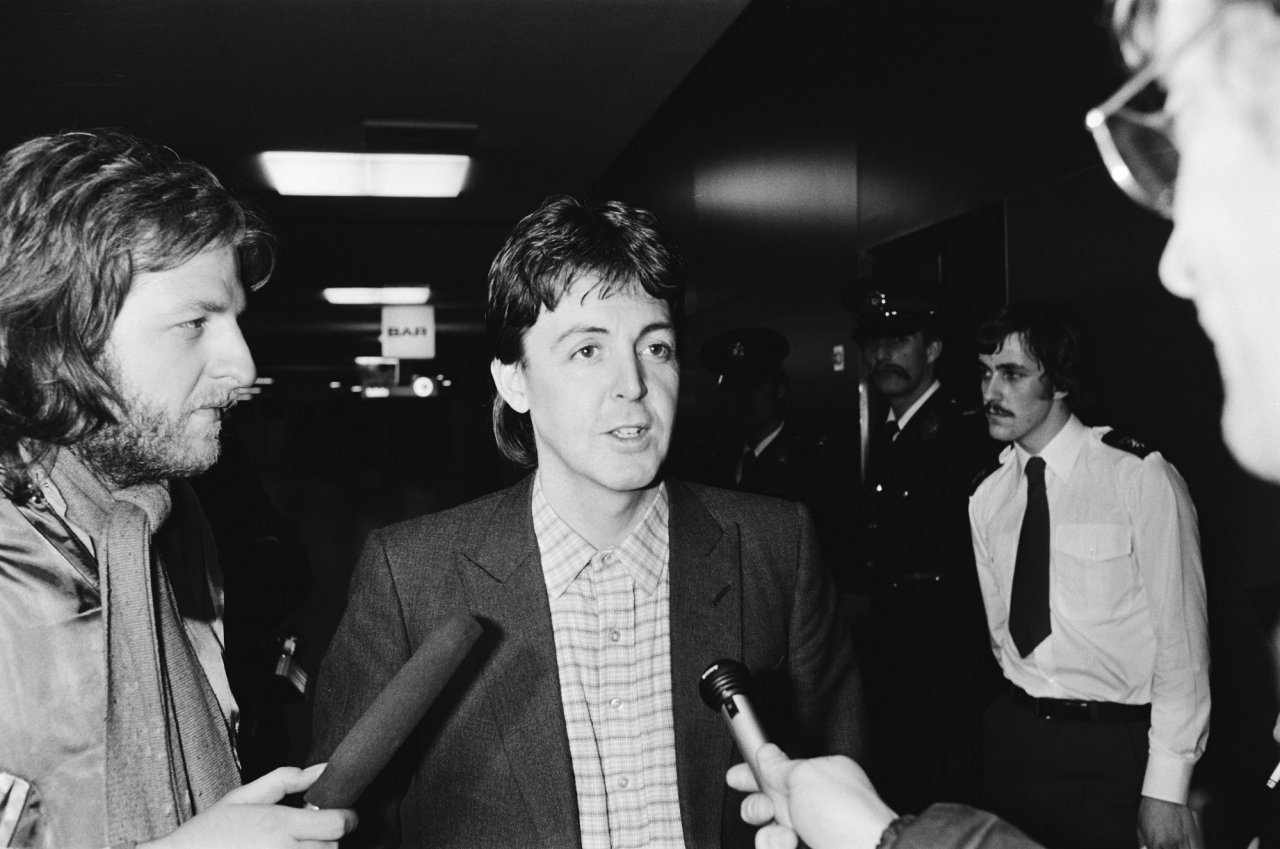
Paul McCartney, Januar 1980

Neben Werken von Künstlern aus der DDR verlegte das Musiklabel Amiga ab Mitte der 1960er Jahre in Lizenz auch ausgewählte Singles und LPs von Künstlern aus dem westlichen Ausland. Das Label gehörte dem Tonträgerproduzenten VEB Deutsche Schallplatten Berlin an und war im VEB dem Ministerium für Kultur nachgeordnet. Die Schallplatten waren wegen des insgesamt geringen Angebots an westlicher Musik und den üblicherweise niedrigen Auflagen meist schnell vergriffen – Michael Rauhut nennt eine vertragliche Vereinbarung von 10.000 Exemplaren pro Lizenzpressung. Zumeist wurden keine Einzelalben lizenziert, sondern eine Zusammenstellung von Titeln aus mehreren Alben der Interpreten. Zu den ersten Lizenz-LPs zählten in den 1960er Jahren Alben der Beatles und von Bob Dylan. Im April 1965 wurde von den Beatles das Album Kompilationsalbum The Beatles veröffentlicht, es folgten im Januar 1974 A Collection of Beatles Oldies und im Januar 1980 das Album 1967–1970, das allerdings statt eines Doppelalbums mit 28 Titeln nur 14 Lieder auf einem Einzelalbum enthält.
Amiga entschied sich in den 1980er von den Ex-Beatles nur Schallplatten/Musikkassetten von John Lennon und Paul McCartney zu veröffentlichen. Während von John Lennon die Alben Double Fantasy (1981) und Shaved Fish (1983) veröffentlicht wurden, wurde von Paul McCartney nicht das Kompilationsalbum Wings Greatest aus dem Jahr 1978 übernommen, wie in Bulgarien und Polen, sondern ein eigenständiges Kompilationsalbum mit dem Titel Paul McCartney und Wings (laut Labeldruck: Paul McCartney and Wings) zusammengestellt.
In der DDR erschien schon im Jahr 1980 von den Wings die Single Mull of Kintyre / Girls’ School mit neuer Covergestaltung von Martin Kempfer. Eine weitere Version hatte nur ein Lochcover. Es war die einzige Single von den Wings/Paul McCartney, die in der DDR veröffentlicht wurde. Für das Kompilationsalbum Paul McCartney und Wings wurde Mull of Kintyre, nicht aber Girls’ School übernommen, sowie weitere fünf Lieder von Wings Greatest: Another Day, My Love, Uncle Albert / Admiral Halsey, With a Little Luck und Band on the Run. Zusätzlich wählte Amiga folgende sechs Lieder aus: Coming Up vom damals aktuellen McCartney-Album McCartney II sowie Single-A-Seite, zwei Lieder vom letzten Wings-Album Back to the Egg Spin It On und Getting Closer (ebenfalls Single-A-Seite), von London Town das Titelstück London Town (ebenfalls Single-A-Seite), den US-amerikanischen Nummer-eins-Hit Listen to What the Man Said vom Wings-Album Venus and Mars sowie Maybe I’m Amazed vom McCartney-Album McCartney. Der genaue Veröffentlichungstermin im Jahr 1981 ist nicht feststellbar, da es darüber keine Informationen gibt.
In der DDR wurden noch weitere Alben von Paul McCartney/Wings gepresst, die Schallplattencover wurden in der Bundesrepublik Deutschland hergestellt und in die DDR exportiert. Folgende Alben waren ausschließlich in Intershops der DDR erhältlich: London Town, Back to the Egg, McCartney II, Tug of War, Press to Play und Flowers in the Dirt. (Anmerkung: Ab dem 16. April 1979 mussten DDR-Bürger, um weiterhin im Intershop einkaufen zu können, Valuta (Westgeld) bei der Staatsbank der DDR in Forumschecks umtauschen. Westliche Ausländer zahlten weiterhin in Westgeld. Eine Forumscheck-Mark entsprach einer DM, die kleinste Stückelung waren 50 Forumscheck-Pfennig.)

## Wiederveröffentlichung
Das Album Paul McCartney und Wings wurde bisher nicht legal als CD veröffentlicht.

## Covergestaltung
Das Design des Albumcovers stammt von der Amiga-firmeneigenen Gestaltungsabteilung beim VEB Gotha-Druck. Das Frontcover des Albums basiert im Wesentlichen auf dem internationalen Single-Cover von Mull of Kintyre. Für das Rückcover wurde ein Foto von Paul McCartney verwendet. Auf einen Rückseitencovertext wurde verzichtet.

## Titelliste
Seite 1
1. Mull of Kintyre – 4:42
2. Another Day – 3:41
3. My Love – 4:08
4. Uncle Albert/Admiral Halsey – 4:47
5. Listen to What the Man Said – 4:00
6. Maybe I’m Amazed – 3:39

Seite 2
1. Coming Up – 3:51
2. Getting Closer – 3:22
3. With a Little Luck – 5:45
4. Band on the Run – 5:11
5. Spin It On – 2:12
6. London Town – 4:08

## Sonstiges
Das erste Album von Paul McCartney/Wings, das im Ostblock veröffentlicht wurde, war das Album Band on the Run von der Schallplattenfirma Melodija, das im Jahr 1977 in der Sowjetunion erschien. Es wurde mit einer vollständig neuen Covergestaltung veröffentlicht. Bei dieser Version wurde das Titellied Band on the Run durch Silly Love Songs ausgetauscht, weiterhin ist die Ablaufgeschwindigkeit der Lieder des Albums erhöht. Die EP Heart of the Country / Ram On / Dear Boy / Eat at Home vom Album Ram wurde in der Sowjetunion 1974 veröffentlicht.